# Crossaster papposus

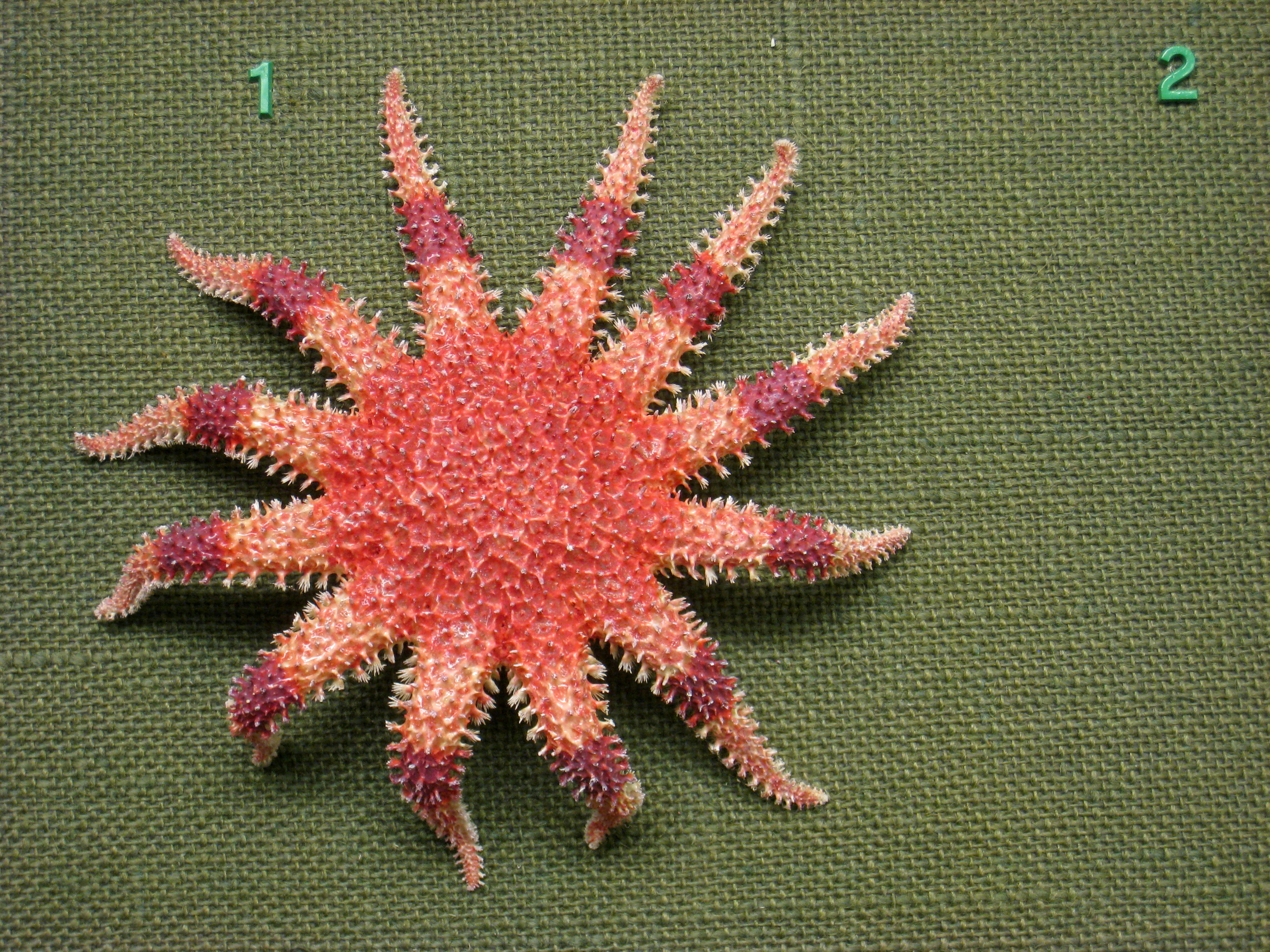
Hình ảnh của Crossaster papposus.

Crossaster papposus là tên của một loài sao biển thuộc họ Solasteridae. Người ta phát hiện nó sống ở vùng phía bắc của hai đại dương là Thái Bình Dương và Đại Tây Dương. Chúng là loài ăn thịt nên thức ăn gần như là mọi sinh vật sống mà nó tìm được, bao gồm cả những loài, những cá thể sao biển nhỏ hơn.

## Mô tả
Nó có màu hơi đỏ ở mặt trên với những vòng đồng tâm có màu trắng, hồng, vàng hoặc là đỏ đậm và mặt dưới có màu trắng. Mặt trên có gai bao phủ giống như bàn chải và gai ở mặt bên thì to hơn. Phần giữa của nó thì khá lớn và dày. Quanh miệng nó không có chân ống. Cánh tương đối ngắn, mỗi cá thể có lượng cánh từ 8 đến 14. Đường kính của nó có thể lên đến 15 cm.

## Phân bố và môi trường sống
Chúng sinh sống từ vùng Bắc Cực đến eo biển Manche tại biển Bắc. Cũng như là ở vùng từ Bắc Cực đến vịnh Maine và từ Alaska đến eo biển Puget, hai khu vực này là ở Bắc Mỹ. Ngoài ra người ta còn phát hiện ra chúng ở Greenland, Ireland, biển Barents, vịnh Kola, biển Okhotsk và biển Trắng.
Chúng sống ở những vùng mà đáy biển có đá, cát thô hoặc sỏi ở độ sâu từ vùng ít bị thủy triều ảnh hưởng đến độ sâu 300 mét. Các nhà khoa học tin khu vực ấy có dòng chảy mạnh. Thỉnh thoảng, người ta cũng phát hiện những cá thể rất nhỏ của loài sao biển này ở trong các hồ thủy triều.